# قصر أجود بن زامل
قصر أجود بن زامل أو قلعة أجود بن زامل أو قصر ابن زامل هو أحد قصور محافظة الأحساء شرق المملكة العربية السعودية. كان القصر مقراً للدولة الجبرية في الأحساء في القرن الثامن الهجري. اندثر القصر وتهدم ولم تبقَ منه إلا أساساته الطينية.

## التسمية
يُنسب القصر إلى أجود بن زامل بن سيف العقيلي الجبري الذي كان أبرز وأهم قائدي الدولة الجبرية.

## الموقع
يقع قصر أجود بن زامل في بلدة المنيزلة، شرق محافظة الأحساء.

## البناء والتصميم
تبلغ مساحة القصر 8,800 متراً مربع. قُسِمَ مصمم قصر أجود بن زامل المبنى إلى قسمين يفصلهما جدار سميك مبني من الحجارة والطين، وله مدخل مقنطر مغطى بقوالب جبسية مزخرفة، كما تبين للمختصين في مجال الآثار بأن كمية الفخار المستخدمة في بنائه أكثر من أي كمية بأي موقع تراثي آخر بالأحساء.

## الأبراج

### برج الوجاج
يقع على بعد كيلومتر واحد من القصر. يُعتقد أنه كان يستخدم لمراقبة وحراسة القصر من الغارات والهجمات الحربية، وقد عثر الباحثون في القصر على قعور مجموعة من الأواني الفخارية الأثرية قريبة من البرج.

### برج المراقبة
يقع برج المراقبة في الجهة الغربية لقرية المنيزلة على بعد عدة أمتار من القصر. صُمم البرج للمراقبة والحراسة فهو مبني من الحجارة والطين ويبلغ ارتفاعه أربعة أمتار وعرضه ثلاث أمتار ونصف. ويقع حالياً في حديقة الوجاج بالبلدة، وهو من بقايا القصر السليمة.

## الملحقات

### عين العوينة
عين العوينة أو عين أبو شافع هي عين ماء ناضبة تُجاور موقعَ القصرِ وقد كانت تابعةً له. وتقع داخل أروقة قرية أبو شافع التاريخية شمال قصر أجود بن زامل. كانت سابقاً تحول مياه النبع إلى قنوات من المياه تستخدم كخندق على طول القرية للدفاع عنها وتُسقى منها الأراضي المحيطة.

## الآثار
يتوقع بحسب تاريخ المنطقة الأثري، أن هناك آثارًا ربما تكون مدفونة ومندثرة حول القصر لمساكن قرية تسمى «أبوشافع» والتي سكنها عدد من الأسر الأحسائية، ومن أشهرها عائلة بوخمسين وبن رضا وآل بوشفيع. عثر الباحثون في القصر على قعور مجموعة من الأواني الفخارية الأثرية، كما عثر على كسرة فخارية ملونة لم يتم العثور عليها في كل آثار الأحساء، بالإضافة إلى عدة قطع نحاسية صغيرة كانت جميعها متحللة. كما عثر على سكين حديدية معكوفة، وعدة أمواس معظمها من الزجاج الملون والبراق.

## التاريخ

### الدولة الجبرية
كان قصر أجود بن زامل مقراً لحكم الجبريين، الذي لم يتبق منه سوى أجزاء بسيطة باقية من حقبة تاريخية مليئة بالحروب والصراعات، إلى جانب إقامة دولة الجبور التي ظهرت بالأحساء في القرن العاشر الهجري، واستمرت قرابة 150عاماً وتميزت بحضارتها العريقة.
أقام زامل بن حسين بن جبر الدولة الجبرية هي إمارة عربية تنتمي لقبيلة بني عامر حكمت الجانب الشرقي من الجزيرة العربية من أواسط القرن الخامس عشر الميلادي وحتى أواسط القرن السادس عشر.

## استعمالات واستخدامات القصر

### محطة للقوافل
كان القصر محطة استراحة للقوافل القادمة والمغادرة من وإلى شاطئ العقير خلال القرون الماضية.

## للاستزادة
تناولت الكتب الآتية أهمية القصر وسُكَّانه قديماً إضافةً على صفة بنائه:
- كتاب أعلام من الأحساء.
- كتاب تاريخ هجر.
- كتاب واحة الأحساء.
- كتاب الموسوعة الجغرافية.
- كتاب تحفة المستفيد.

## وصلات خارجية
- جولة في قصر أجود بن زامل على اليوتيوب.
- مقطع فيديو تخيلي لإعادة تصميم وترميم قصر أجود بن زامل على اليوتيوب.